# NOFX
NOFX – amerykański zespół punkrockowy utworzony z inicjatywy Erica Melvina, Erika Sandina oraz Fat Mike’a (właściwie Mike Burkett) w 1983 roku.
Uważani są za weteranów amerykańskiej sceny punkrockowej, wciąż bardzo zaangażowani w jej rozwój. Największą popularność grupa osiągnęła w 1994 roku dzięki płycie „Punk in Drublic”, której przyznano status złotej płyty. NOFX wydał 10 albumów studyjnych, 15 Ep'ek oraz 7 singli. Dotychczas zespół sprzedał ponad 6 mln płyt na całym świecie. W 2008 roku grupa zaczęła kręcić krótkie filmiki na temat tras koncertowych, poszczególnych członków zespołu oraz innych ciekawostek wziętych z życia muzyków. Filmiki zatytułowane „NOFX: Backstage Passport” dostępne są na portalu YouTube. Zespół zagrał jak dotąd dwa koncerty w Polsce: 09.10.1996 w Poznaniu (Eskulap) w ramach trasy „Heavy Petting Eurotour” oraz 07.07.2010 w Warszawskim klubie Palladium (jako support zagrało Eye for an Eye). Fat Mike podczas koncertu zapowiedział, że następnym razem zespół przyjedzie do Krakowa „We'll see You guys in Cracow next time”. Żartując dodał, że koncert odbędzie się za kolejne 14 lat.

## Członkowie zespołu
- Erik Sandin – perkusja (1983 –)
- Eric Melvin – gitara (1983 –)
- Fat Mike Burkett – bas i wokal (1983 –)
- Aaron „El Hefe” Abeyta – gitara, trąbka (1991 –)

Byli członkowie zespołu:
- Scott Sellers – perkusja (1985)
- Scott Aldahl – perkusja (1986 – 2 tygodnie)
- Dave Allen – wokal (1986 – 2 tygodnie, zginął w wypadku samochodowym)
- Dave Casillas – gitara prowadząca (1986 – 1989)
- Steve Kidwiller – gitara prowadząca (1989 – 1991)

## Styl muzyczny oraz wpływy
NOFX brzmi bardzo różnorodnie. Muzyka grupy zawiera w sobie elementy melodyjnego hardcore'u, punk rocka, skate punka, ska oraz reggae. Teksty, bardzo często satyryczne, poruszają kwestie takie jak: polityka, społeczeństwo, rasizm, seksizm, homofobia, nierówność klas społecznych, przemysł muzyczny oraz religia.
Zespoły które wpłynęły znacząco na twórczość zespołu to: The Adolescents, Adrenalin O.D, Rich Kids on LSD, Sex Pistols, Bad Religion oraz Subhumans.

## Dyskografia

### Albumy studyjne
- Liberal Animation (1988)
- S&M Airlines (1989)
- Ribbed (1991)
- White Trash, Two Heebs and a Bean (1992)
- Punk in Drublic (1994)
- Heavy Petting Zoo/Eating Lamb (1996)
- So Long and Thanks for All the Shoes (1997)
- Pump Up the Valuum (2000)
- The War on Errorism (2003)
- Wolves in Wolves' Clothing (2006)
- Coaster (2009)
- First Ditch Effort (2016)

### Nagrania na żywo
- I Heard They Suck Live!! (1995)
- They’ve Actually Gotten Worse Live (2007)

### EP'ki+ single
- NOFX (1985)
- So What If We're on Mystic! (1986)
- The P.M.R.C. Can Suck on This! (1987)
- Maximum Rock ’n’ Roll (1988)
- The Longest Line (1992)
- Liza and Louise (1992)
- Don't Call Me White (1994)
- Leave it Alone (1995)
- HOFX (1995)
- Fuck The Kids (1996)
- All of Me (1996)
- Louise and Liza (1999)
- Timmy the Turtle (1999)
- The Decline (1999)
- Pods and Gods (2000)
- Bottles to the Ground (2000)
- Fat Club 7 (2001)
- Surfer (2001)
- Regaining Unconsciousness (2003)
- 13 Stitches (2003)
- 7" Of The Month Club (2005)
- Never Trust a Hippy (2006)
- Cokie the Clown (2009)

### Splity
- Drowning Roses/NOFX Split (1988)
- BYO Split Series, Vol. 3 (split z Rancid) (2002)

### Kompilacje
- Maximum Rocknroll (1992)
- 45 Or 46 Songs That Weren't Good Enough To Go On Our Other Records (2002)
- The Greatest Songs Ever Written (By Us!) (2004)